# Erik Axelsson Oxenstierna

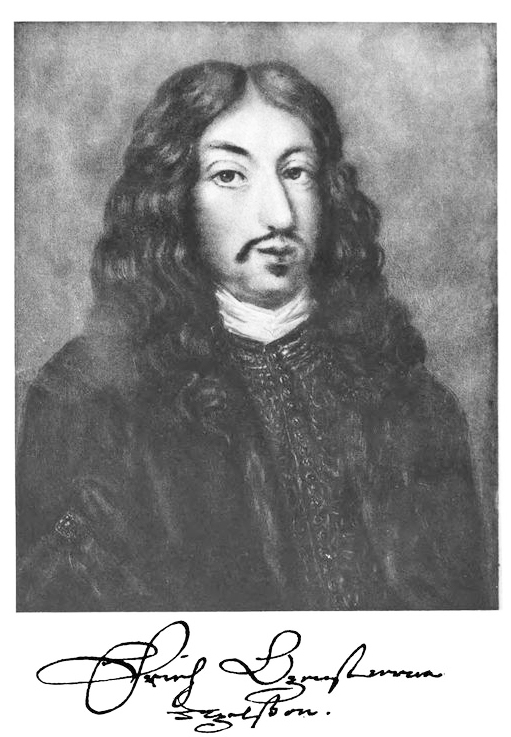
Erik Oxenstierna

Graf (schwedisch Greve) Erik Axelsson Oxenstierna af Södermöre (* 13. Februar 1624 auf Fiholm in Södermanland; † 23. Oktober 1656 in Frauenburg) war ein schwedischer Staatsmann und Reichskanzler von 1654 bis zu seinem Tod.

## Leben

### Herkunft
Seine Eltern waren der schwedische Reichskanzler Axel Oxenstierna (1583–1654) und dessen Ehefrau Anna Åkesdotter (Bååt). Der spätere Diplomat Johan Axelsson Oxenstierna (1611–1657) war sein Bruder.

### Werdegang
Nach dem Studium in Uppsala wurde er 1642 zum Ehrenrektor (rector illustris) ernannt und ein Jahr später Oberst für ein Kavallerieregiment. Am 27. Februar des gleichen Jahres hospitierte er im Senat und kurz darauf verließ er Schweden, um Studienreisen zu unternehmen. 1645 kam Oxenstierna zurück, und die nun mündig gewordene Königin Christina I. wollte ihn wie auch alle anderen Mitglieder des Oxenstierna-Geschlechts in ihren jungen Jahren so weit weg wie möglich haben. Im folgenden Jahr wurde er deswegen Gouverneur von Reval und über Estland. Als Vorgesetzten erhielt er seinen Verwandten, den Reichsschatzmeister Gabriel Bengtsson Oxenstierna, der zur gleichen Zeit zum Generalgouverneur von Livland ernannt wurde.
Über die Ausübung seines Amtes wird berichtet, dass „kaum eine Arbeit eines Gouverneurs größere Bedeutung für die Entwicklung des Landes hatte“. Diese fand jedoch meist unter der Leitung und Steuerung seines Vaters statt. Zu der Zeit, als die Familie Oxenstierna wieder in königliche Gnade kam, wurde Erik 1652 ins Land zurückgerufen, nachdem er 1651 zum Reichsrat ernannt worden war. 1652 wurde er an die Spitze des von seinem Vater gegründeten Kommersekollegium gerufen, doch trat er das Amt erst ein Jahr später an. Nachdem Kristina I. 1654 dem Thron entsagt hatte, übernahm Oxenstierna als Vizekanzler die Leitung der Regierungskanzlei, die nach dem Tod seines Vaters im selben Jahr ganz an ihn überging. In vielerlei Hinsicht wurde er für Karl X. Gustav das, was sein Vater für Gustav Adolf gewesen war. Sowohl in inneren als auch außenpolitischen Angelegenheiten spielte er eine wichtige Rolle. Der Reichstag beschloss 1655 unter seiner Führung den von ihm und dem König geäußerten Wunsch bezüglich der Einziehung von adligen Landgütern für die Krone (reduktionsfråga).
Wie schon sein Vater Gustav Adolfs Braut nach Schweden geholt hatte, so tat es 1654 Oxenstierna mit der Frau Karls X. Im selben Jahr folgte er seinem Vater auf dem Posten als Lagmann (Rechtsvorsteher) von Norrland. 1655 ging er mit König Karl X. in den Krieg und fiel dort vor allem durch geschickte Diplomatie auf. So schloss er 1656 mit Brandenburg die Verträge von Wehlau und Marienburg, welche die Kurfürsten als Vasallen an die schwedische Krone banden. Am 1. September 1656 kam der Vertrag in Elbing mit den Holländern zustande. Am 23. Dezember 1655 hatte er zuvor schon das Amt des Generalgouverneurs von Preußen übernommen, das einst sein Vater innegehabt hatte. Wenig später verstarb Erik Oxenstierna.

### Familie
Er heiratete am 10. September 1648 Elisabeth Brahe aus dem Haus Görväln (* 29. Januar 1632; † 24. Februar 1689). Das Paar hatte mehrere Kinder:
- Anna Margareta (* 20. März 1650; † 26. Februar 1672) ⚭ 1665 Claes Tott (1630–1674), Feldmarschall
- Kristina (* 30. März 1651; † 1711) ⚭ Gabriel Turesson Oxenstierna aus dem Haus Croneborg  (* 10. Oktober 1642; † 28. Februar 1707)
- Axel (* 12. August 1652; † 6. Dezember 1676) Rektor illustris der Universität Uppsala
- Elisabeth (* 16. März 1654; † 2. Oktober 1721) ⚭ 1673 Graf Gustaf Adolf De la Gardie (* 11. Dezember 1647; † 5. März 1695), Sohn von Magnus Gabriel De la Gardie
- Karl Gustaf (* 28. Juli 1655; † 13. März 1686), Minister ⚭ 1684 Gräfin Ebba Hedwig De la Gardie, (* 1659; † 20. September 1700), Tochter von Magnus Gabriel De la Gardie